# Vladimir Morozov (canoísta nascido em 1940)
Vladimir Ivanovich Morozov (em russo:  Владимир Иванович Морозов; Türkmenbaşy, 4 de março de 1940 – 8 de fevereiro de 2023) foi um canoísta de velocidade turcomeno, naturalizado ucraniano, tricampeão olímpico.
Representando a então União Soviética, foi vencedor das medalhas de ouro no K-4 1000 m em Tóquio 1964 (com  Nikolai Chuzhikov, Anatoli Grishin e Vyacheslav Ionov) e em Munique 1972 (com Yuri Filatov, Yuri Stetsenko e Valeri Didenko) e no K-2 1000 m na Cidade do México 1968, competindo com Aleksandr Shaparenko.
Em mundiais conquistou três medalhas de ouro, em 1966, 1970 e 1971; duas de prata, em 1963 e 1973; e uma de bronze no K-4 1000 m em 1966.

## Morte
Morozov morreu em 8 de fevereiro de 2023, aos 82 anos.